# Eric Kierans
Eric William Kierans (2 lutego 1914 – 9 maja 2004), polityk i ekonomista kanadyjski.
Kierował wydziałem handlowym na McGill University w Montrealu. Od 1963 działał w polityce lokalnej Quebecu, był ministrem skarbu i zdrowia w gabinecie Partii Liberalnej pod kierownictwem Jeana Lesage. Został przewodniczącym Partii Liberalnej w Quebecu, po konflikcie z nim Rene Levesque utworzył w 1967 nowy ruch polityczny, partię separatystyczną Partii Quebecois.
Od 1968 Kierans był deputowanym do federalnej Izby Gmin, do 1972 pełnił funkcję szefa poczty państwowej i ministra komunikacji w gabinecie Pierre Trudeau. W 1972 zrezygnował z ubiegania się o reelekcję, nie zgadzając się z polityką ekonomiczną Trudeau.
W 1975 ubiegał się o przywództwo Nowej Partii Demokratycznej Kanady, jednak ostatecznie ustąpił na rzecz Eda Broadbenta. Po wycofaniu się z życia politycznego powrócił do pracy na uniwersytecie McGill oraz był komentatorem politycznym w programie radia CBC Morningside (prowadzonym przez Petera Gzowskiego).